# Himmelstalundshallen
La Himmelstalundshallen est une salle omnisports située à Norrköping, dans le Sud de la Suède.

## Configuration
En configuration aréna, sa capacité est de 4 500 places.
Elle a accueilli d'autres évènements sportifs comme plusieurs matches du Championnat d'Europe de basket-ball 2003 ou du Championnat du monde de handball masculin 2011.

## Équipe résidente
L'équipe de hockey sur glace du HC Vita Hästen, qui évolue en Allvenskan, le deuxième échelon suédois, joue ses matches dans cette patinoire.
Depuis 2002, l'équipe féminine de hockey sur glace des Peking Pumas, qui fait partie de l'organisation du HC Vita Hästen, joue également dans cette aréna. Elle évolue en 2e division suédoise.